# Tom Shanklin

a Compétitions nationales et continentales officielles uniquement.

b Matchs officiels uniquement.
Dernière mise à jour le 27 avril 2012.
Tomos George L. Shanklin, plus connu sous le nom de Tom Shanklin, né le 24 novembre 1979 dans la ville de Harrow dans la banlieue de Londres, est un joueur de rugby à XV qui joue avec l'équipe du Pays de Galles de 2001 à 2010 évoluant au poste de trois quart centre ou d'ailier. Il joue avec le club des Cardiff Blues de 2003 à 2011.

## Biographie
Fils de Jim Shanklin qui fut aussi international gallois, Tom Shanklin joue pour les London Welsh et les Saracens avant de rejoindre les Cardiff Blues en 2003. Il joue pour l'équipe du pays de Galles des moins de 19 ans, des moins de 21 ans et dans l'équipe A. Il dispute son premier test match le 17 juin 2001 contre l'équipe du Japon. Shanklin dispute deux matchs pendant la coupe du monde 2003. Après avoir été un remplaçant de luxe, il devient titulaire en 2004, marquant huit essais en quatre test matchs, dont quatre contre l'équipe de Roumanie. Il dispute trois test matchs avec l'équipe des Lions britanniques.

## Palmarès
- Vainqueur du Tournoi des Six Nations en 2005 (Grand Chelem) et 2008 (Grand Chelem)

## Statistiques en équipe nationale
- 70 sélections
- 100 point (20 essais)
- Tournois des Six Nations disputés : 2002, 2003, 2004, 2005, 2007, 2008,2009